# Přemysl Bulín
Přemysl Bulín (24. května 1925 Kuřim – 2. října 1952 Věznice Pankrác) byl český protikomunistický odbojář odsouzený v politickém procesu k trestu smrti a v roce 1952 popraven.

## Životopis
Narodil se v roce 1926 v Kuřimi.
V rámci třetího odboje působil jako agent chodec. Dopaden byl nejprve v Aši, poté byl komunistickým režimem odsouzen k trestu odnětí svobody v délce 22 let. Podařilo se mu nicméně utéct a následně z Československa emigrovat. Po emigraci nicméně pokračoval ve své odbojové činnosti, když se angažoval ve zpravodajských službách a pomáhal převádět emigranty přes hranice. Dopaden byl nakonec i podruhé, tentokrát v červnu 1950. Za svou činnost byl odsouzen k trestu smrti a v říjnu 1952 popraven v Pankrácké věznici.

## Připomínky
- Jeho jméno je uvedeno na pamětní desce popraveným příslušníkům Sboru národní bezpečnosti umístěné na fasádě v podloubí před vstupem do budovy Policejního prezidia České republiky na adrese Strojnická 935/27, 170 89 Praha 7 – Holešovice.[11][12]
- Jeho jméno je rovněž uvedeno na Pomníku Miladě Horákové a Obětem komunismu v Praze 4 - Nuslích na Náměstí Hrdinů, u stanice metra Pražského povstání, před Vrchním soudem v Praze a Vrchním státním zastupitelstvím v Praze.[13]
- Jeho jméno je uvedeno na desce v řadě 31 na Čestném pohřebišti popravených a umučených z 50. let (III. odboj) na Ďáblickém hřbitově.[14]

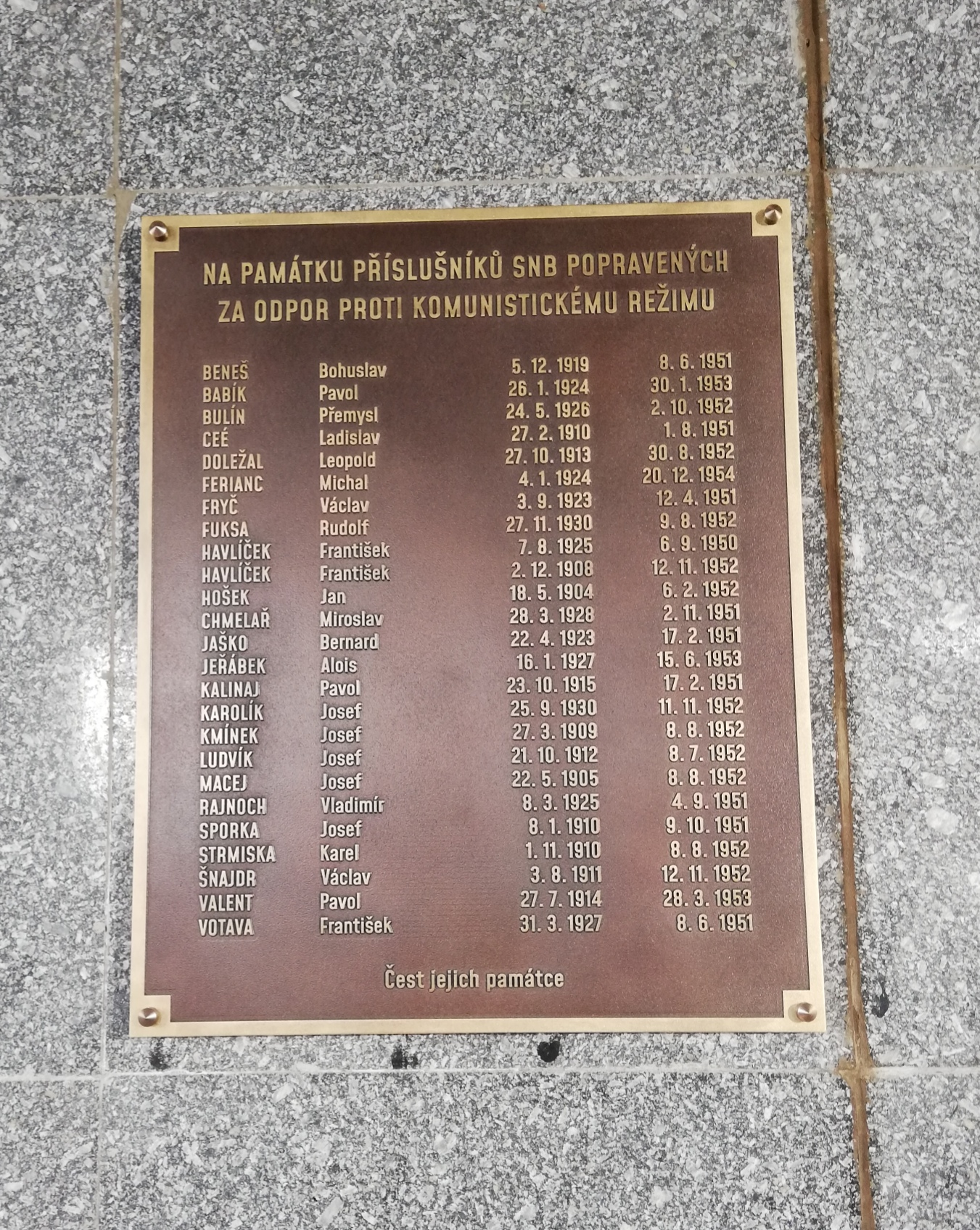
Pamětní deska popraveným příslušníkům Sboru národní bezpečnosti se jménem P. Bulína v pražských Holešovicích
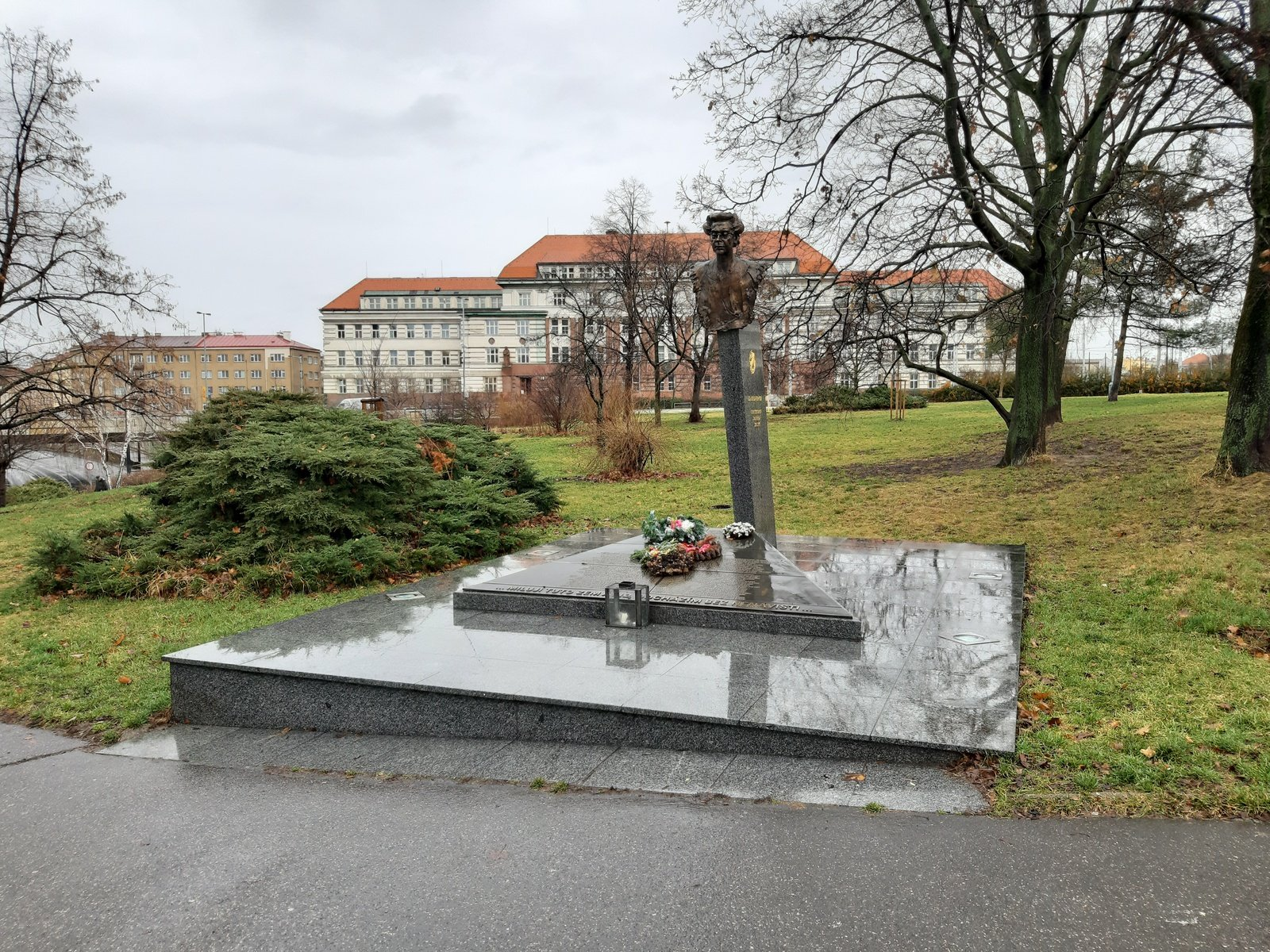
Pomník na náměstí Hrdinů v Praze 4 - Nuslích
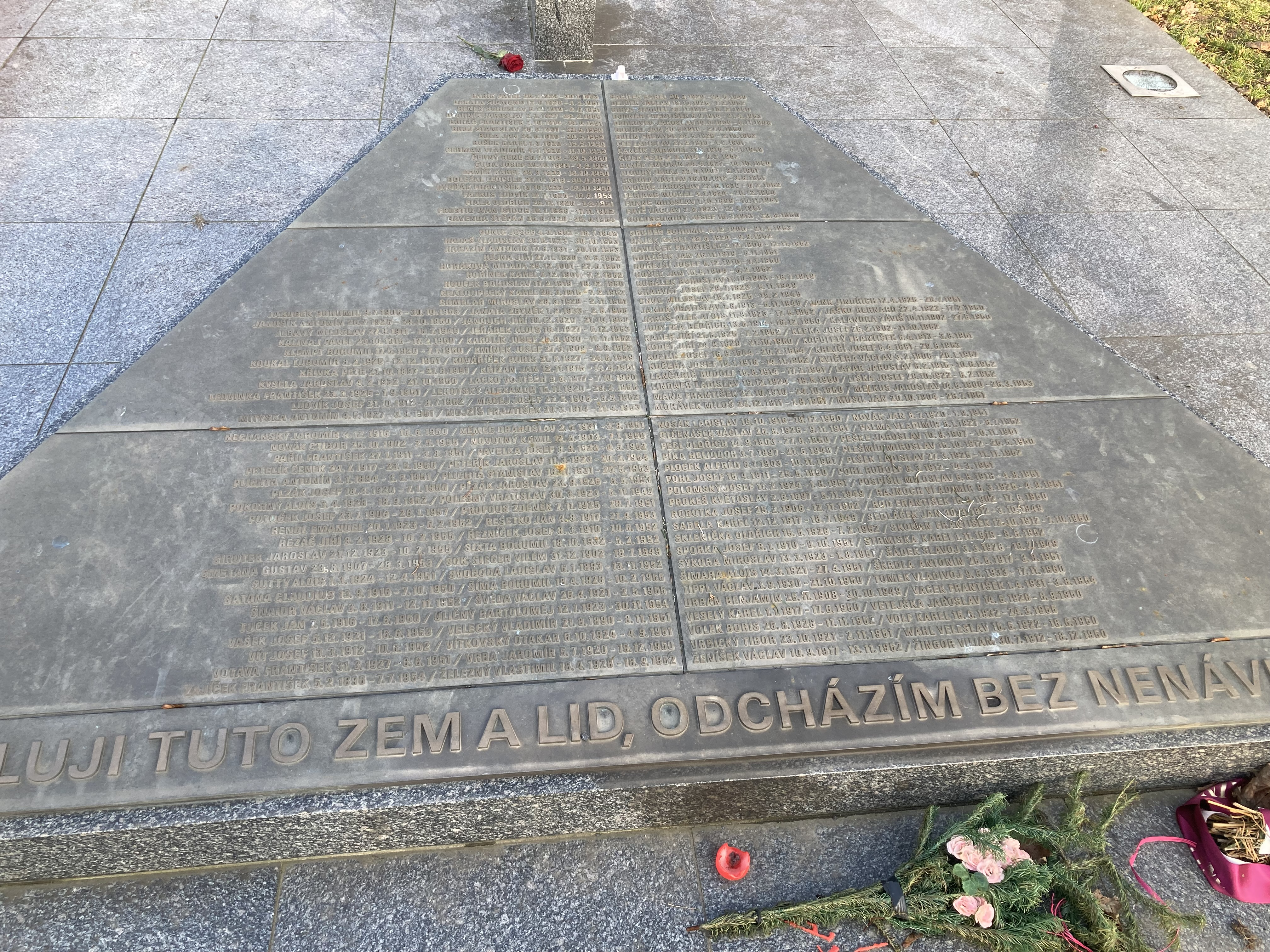
Seznam obětí komunismu se jménem P. Bulína na pomníku na náměstí Hrdinů v Praze 4 - Nuslích
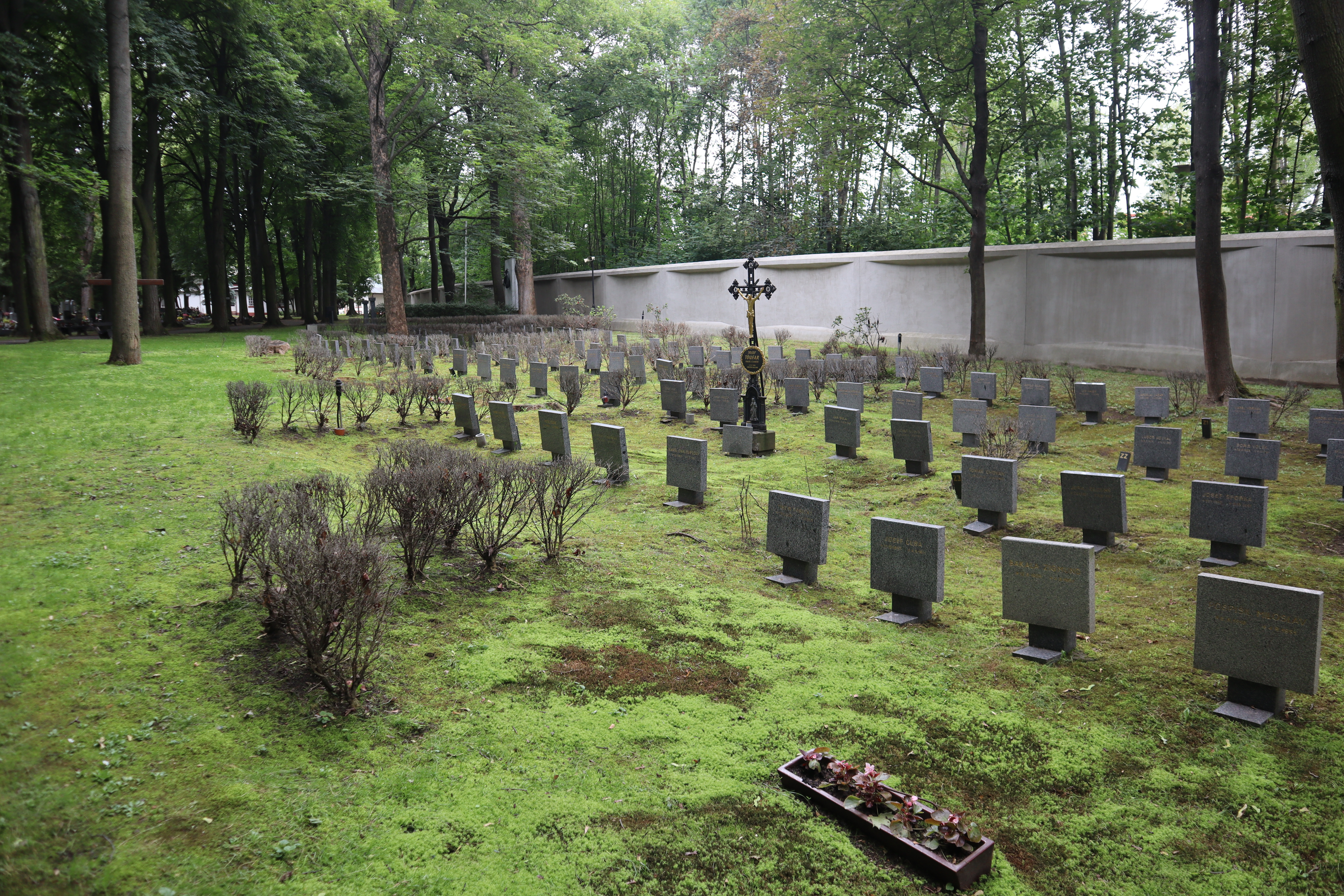
Čestné pohřebiště popravených a umučených z 50. let (III. odboj) na Ďáblickém hřbitově
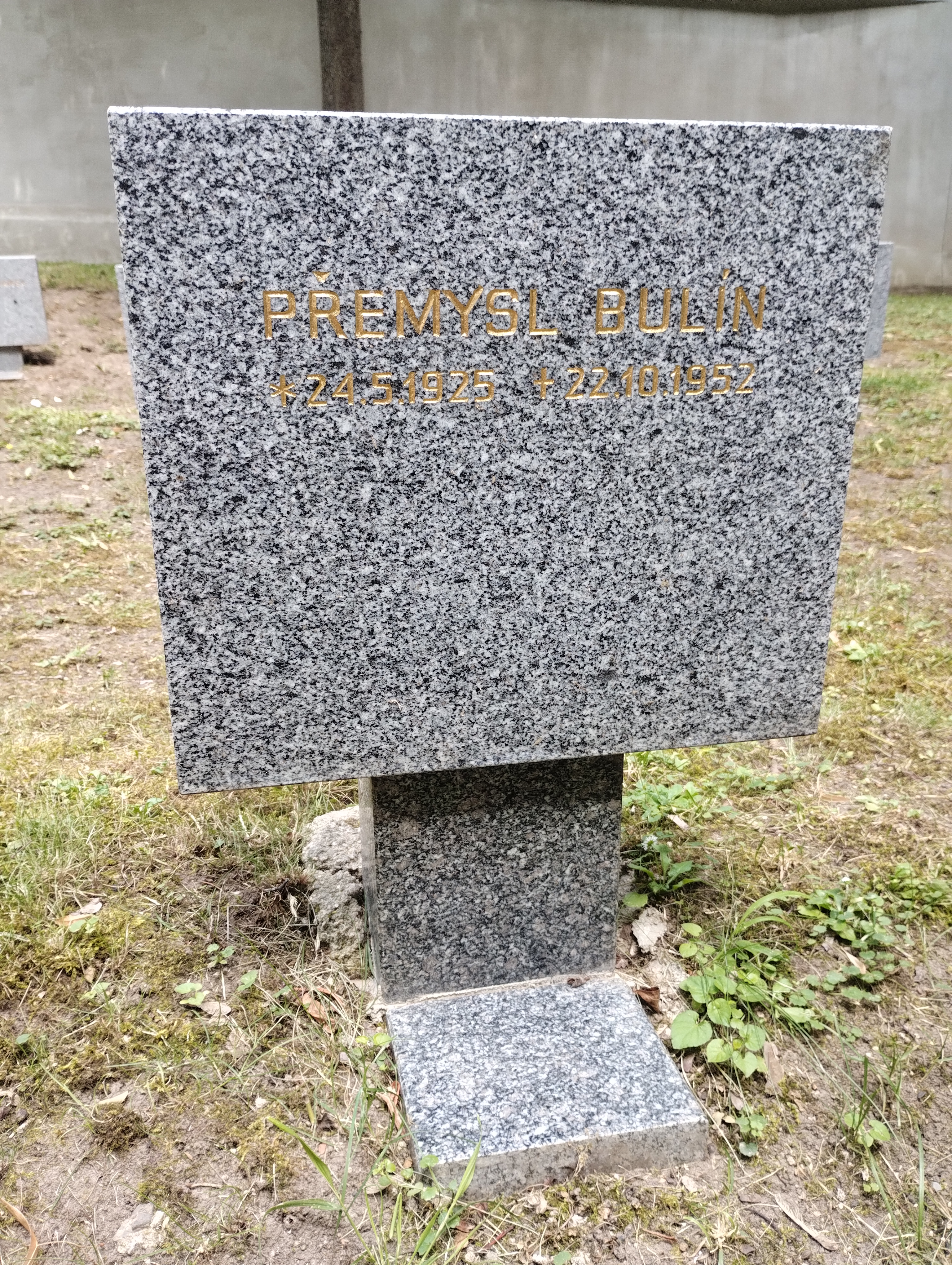
Symbolický náhrobek P. Bulína na Čestném pohřebišti v Ďáblicích